# Albert, Duce de Schleswig-Holstein
Prințul Albert, Duce de Schleswig-Holstein (Albert John Charles Frederick Arthur George; 26 februarie 1869 – 27 aprilie 1931) a fost nepot al reginei Victoria. A fost al doilea fiu al Prințesei Elena a Regatului Unit (care a fost fiica reginei Victoria), și a soțului acesteia, Prințul Christian de Schleswig-Holstein.
1. ↑  The Peerage